# 三硫化钼
三硫化钼是一种无机化合物，化学式为MoS3。

## 制备
将七钼酸铵的稀硫酸（0.2 mol/L）溶液和硫化钠的水溶液在搅拌下快速混合，可以得到非晶态的三硫化钼。
将三氧化钼溶于溶解在氢氧化钠中，得到钼酸钠，再加入硫化钠反应生成硫代钼酸钠，加入乙醇和硫酸，沉淀出三硫化钼。

## 性质
三硫化钼可以和金属锂发生氧化还原反应，生成MoV2(S2−
2)(S2−)4、Li2MoS3和Li4MoS3等物质。